# Ike no Taiga
Ike no Taiga (jap. 池大雅 Ike no Taiga; ur. 1723, zm. 1776) – japoński malarz okresu Edo, jeden z głównych twórców malarstwa nanga.

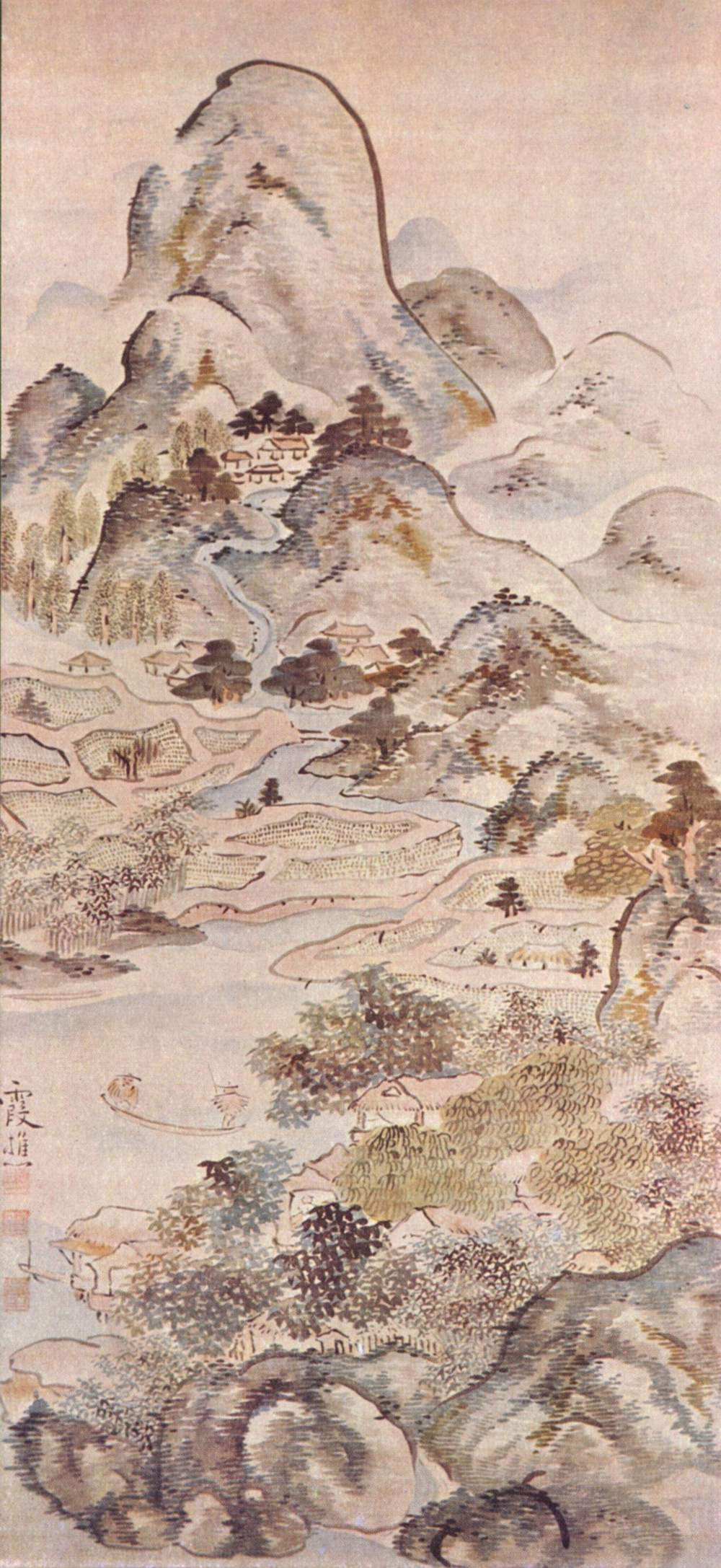
Ike no Taiga, Wiosenny połów ryb, Cleveland Museum of Art

Syn wieśniaka z okolic Kioto, w wieku trzech lat został oddany na wychowanie do klasztoru szkoły ōbaku Manpuku-ji. Malarstwa uczył go chiński mnich Dapeng (jap. Taihō) oraz mistrz Hakuin. W wieku 14 lat, po śmierci ojca, otworzył w Kioto pracownię wachlarzy, by wspomóc finansowo matkę. Zdobył sławę dzięki rysunkom wykonywanym na wachlarzach. W późniejszym okresie zdobił także parawany i fusuma. Zajmował się także kaligrafią. Utrzymywał bliskie kontakty z Yosą Busonem.
Obrazy Taigi utrzymane są w tradycyjnych konwencjach malarstwa chińskiego i japońskiego, choć wpływ na nie wywarło również poznane dzięki kontaktom z Holendrami malarstwo europejskie. Charakteryzują się żywym rytmem i pogodnym nastrojem. Formy w obrazach Taigi budowane są zazwyczaj poprzez kropkowanie, a malarz często zamiast pędzla używał palców.